# Fashion Magazine
Fashion Magazine – polski profesjonalny i opiniotwórczy magazyn o modzie, wydawany przez Wydawnictwo Fashion Group.
„Fashion Magazine” poświęcony jest prawie w całości tematyce modowej.
Z magazynem od lat współpracują wybitne osobistości ze świata mody, kultury i mediów. Na jego łamach publikują najlepsi dziennikarze mody w Polsce, felietony i teksty pisali m.in.: Joanna Bojańczyk, Michał Zaczyński, Daniel Passent, Dorota Wellman, Anna Puślecka, Natalia Jaroszewska, Mariusz Brzozowski, Grażyna Szapołowska, Beata Tyszkiewicz, Katarzyna Figura. Sesje zdjęciowe wykonują najbardziej uznani fotografowie: Mateusz Stankiewicz, Zuza Krajewska i Bartek Wieczorek, Marek Straszewski, Robert Wolański, Marcin Tyszka, Iza Grzybowska, Marta Wojtal. Zdjęcia z „Fashion Magazine” pojawiły się na prestiżowych portalach internetowych na całym świecie m.in. style.com, designscene.net.
Do Fashion Magazine stylizowali i pisali m.in.: Joanna Horodyńska, Tomasz Jacyków, Mariusz Przybylski, Łukasz Jemioł, Sławek Blaszewski, Wojciech Szarski, Jaga Hupało.

## Historia
Pierwszy numer pisma ukazał się 18 czerwca 2000 roku. Założycielką Fashion Magazine i pierwszą redaktor naczelną przez prawie 12 lat była Katarzyna Kultys-Jabłońska. Po Katarzynie funkcję redaktora naczelnego pełnił Karol Wojciechowski, a od 2016 redaktor naczelną jest Marzena Michela Singh.
Od 2000 roku „Fashion Magazine” organizował „Oskary Fashion” konkurs dla młodych projektantów, fotografów i modelek, którego główną ideą była promocja młodych talentów w dziedzinie mody. Laureatami konkursu byli: Łukasz Jemioł, Mariusz Przybylski, Klaudia Wróbel, Jakub Bonecki, Adam Balcerek, Łukasz Pukowiec. W jury zasiadali mni: Katarzyna Kultys-Jabłońska, Gosia Baczyńska, Mariusz Brzozowski, Joanna Horodyńska, Natalia Jaroszewska, Grzegorz Kasperski, Izabela Łapińska, Agnieszka Maciejak, Ewa Minge, Tomasz Ossoliński, Marcin Paprocki, Agnes Ponarska, Mariusz Przybylski, Marek Straszewski, Lucyna Szymańska, Marcin Tyszka, Dawid Woliński, Maciej Zień.
Konkurs w całości lub we fragmentach relacjonowały polskie media m.in. Telewizja Polska, TVN, Polsat.
Od 2009 roku w plebiscycie czytelników Fashion Magazine przyznawane były „Nagrody Fashion F-ki” na najlepiej ubranych Polaków. Głosy oddawane były za pośrednictwem internetu, na zwycięzcę w kategoriach: film, muzyka, media, moda, biznes, informacja/publicystyka. W konkursie na najlepiej ubranych Polaków zwycięzcami byli m.in.: Małgorzata Kożuchowska, Rafał Królikowski (kategoria „Film”), Bożena Batycka, Robert Kozyra (kategoria „Biznes”), Anja Rubik, Robert Kupisz (kategoria „Moda”), Magda Mołek, Maciej Kurzajewski (kategoria „Media”), Reni Jusis, Andrzej Smolik (kategoria „Muzyka”). 
Na eventach „Fashion Magazine” występowali m.in. Edyta Górniak, Radzimir Dębski, Ania Rusowicz.
W latach 2006–2009 wydawnictwo Fashion Group wydawało mutację FASHION MAN i FASHION at HOME.